# Grub am Forst

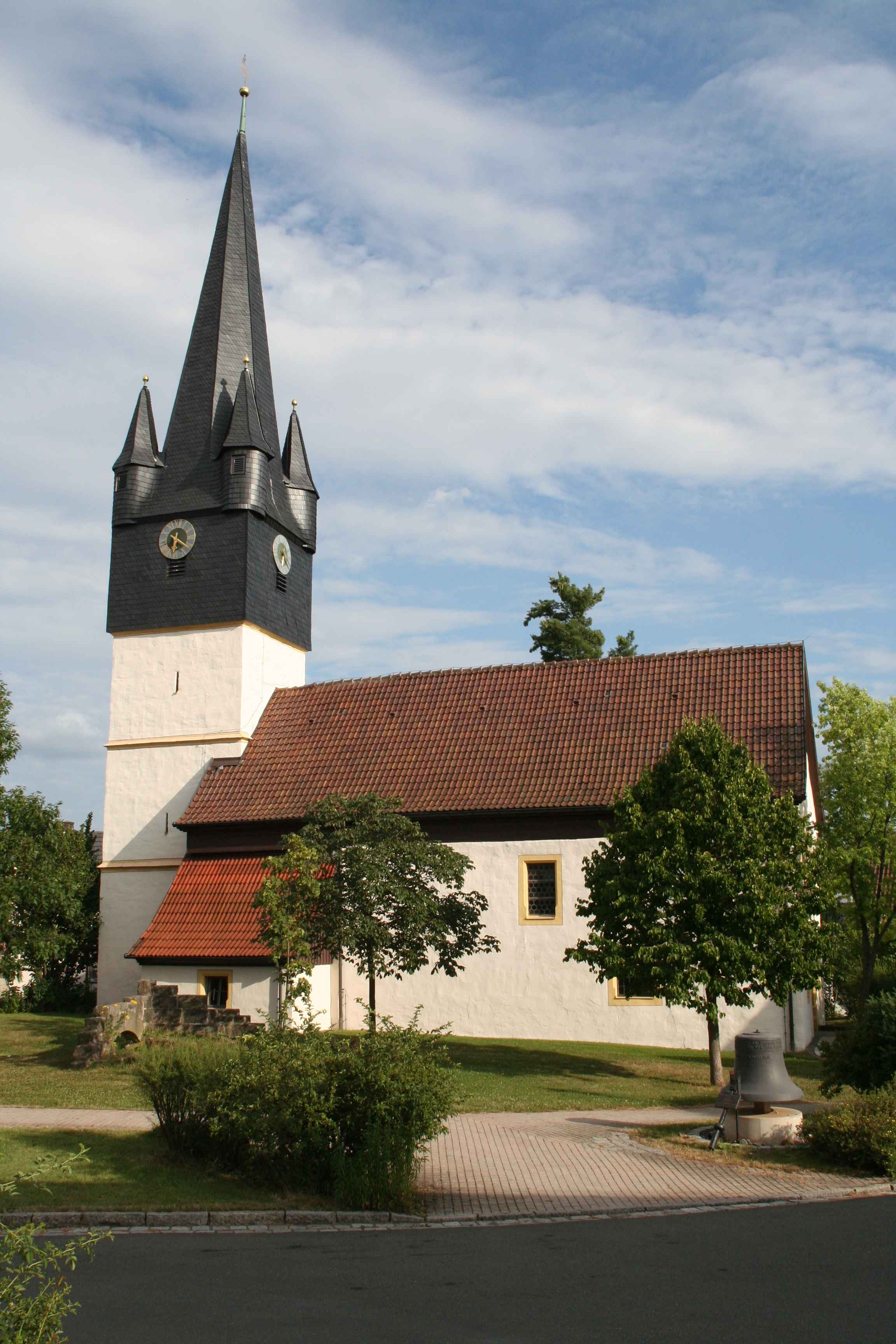
Evangelische Kirche St. Ägidius in Grub am Forst

Grub am Forst (amtlich: Grub a.Forst) ist eine Gemeinde und deren Hauptort im oberfränkischen Landkreis Coburg sowie Sitz der Verwaltungsgemeinschaft Grub am Forst.

## Gemeindegliederung
Es gibt sieben Gemeindeteile (in Klammern ist der Siedlungstyp angegeben):
- Buscheller (Dorf)
- Forsthub (Dorf)
- Gleisenau (Einöde)
- Grub am Forst (Pfarrdorf)
- Rohrbach (Dorf)
- Roth am Forst (Dorf)
- Zeickhorn (Dorf)

## Dialekt
In Grub am Forst wird Itzgründisch, ein mainfränkischer Dialekt, gesprochen.

## Geschichte

### Bis zum Wechsel nach Bayern
Die erste urkundliche Erwähnung von Grub am Forst datiert aus dem Jahre 1288. Es ist die Schenkungsurkunde einer Mühlstätte an das Kloster Sonnefeld. Als Teil des ehemaligen Herzogtums Sachsen-Coburg kam Grub 1920 mit dem Freistaat Coburg nach einem Volksentscheid 1919 zu Bayern.
1772 gründeten die Gebrüder von Sandt die Blaufabrik in Grub am Forst, die erste chemische Fabrik in der Region Coburg. Die produzierte Farbe „Berlinerblau“ wurde vor allem für das Färben von Textilien und Papier verwendet. 1809 erwarb die Familie Holtzapfel das Unternehmen. 1972 wurde die Produktion eingestellt. 2016 erfolgte eine Sanierung der unversiegelten beziehungsweise nicht bebauten Flächen durch einen Bodenaustausch. Dabei wurden 11.000 Kubikmeter des hochbelasteten Bodens entsorgt.
Am 1. Oktober 1891 wurde der Haltepunkt der Werrabahn eröffnet.

### Eingemeindungen
- 1. Januar 1970: Roth am Forst[4]
- 1. Januar 1971: Zeickhorn[4]
- 1. April 1971: Rohrbach[4]
- 1. Januar 1978: Forsthub und Gleisenau, Teile der Gemeinde Buch am Forst[5]

### Einwohnerentwicklung
Im Zeitraum 1988 bis 2018 sank die Einwohnerzahl von 2890 auf 2816 um 74 bzw. um 2,6 %. Ein Höchststand wurde am 31. Dezember 2000 mit 3141 Einwohnern erreicht.

## Politik

### Gemeinderat
Der Gemeinderat hat ab 2020 14 Mitglieder, zwei weniger als zuvor.
Die Kommunalwahl 2020 führte zu folgender Sitzverteilung im Gemeinderat (Vergleich zur Wahl 2014):
- CSU 2 Sitze (−3)
- SPD 2 Sitze (−1)
- Freie Wähler Grub am Forst 4 Sitze (±0)
- Gut für Grub 6 Sitze (+2)

### Bürgermeister
Seit dem 1. Mai 2014 ist Jürgen Wittmann (Gut für Grub) Erster Bürgermeister. Bei der Bürgermeisterwahl 2020 wurde er mit 51,99 % der abgegebenen gültigen Stimmen wiedergewählt.

### Wappen
| Wappen von Grub am Forst | Blasonierung: „In Gold ein schwarzer wachsender Nadelbaum zwischen zwei an die seitlichen Schildränder gelehnten grünen Hügeln“                                                                          |
| Wappen von Grub am Forst | Wappenbegründung: Das Wappen soll die Lage von Grub am Forst symbolisieren. Die Ortschaft liegt genau zwischen zwei Hügeln. Der Baum steht für die Nähe zum Forst. Dieses Wappen wird seit 1967 geführt. |

## Kultur und Sehenswürdigkeiten

### Museen

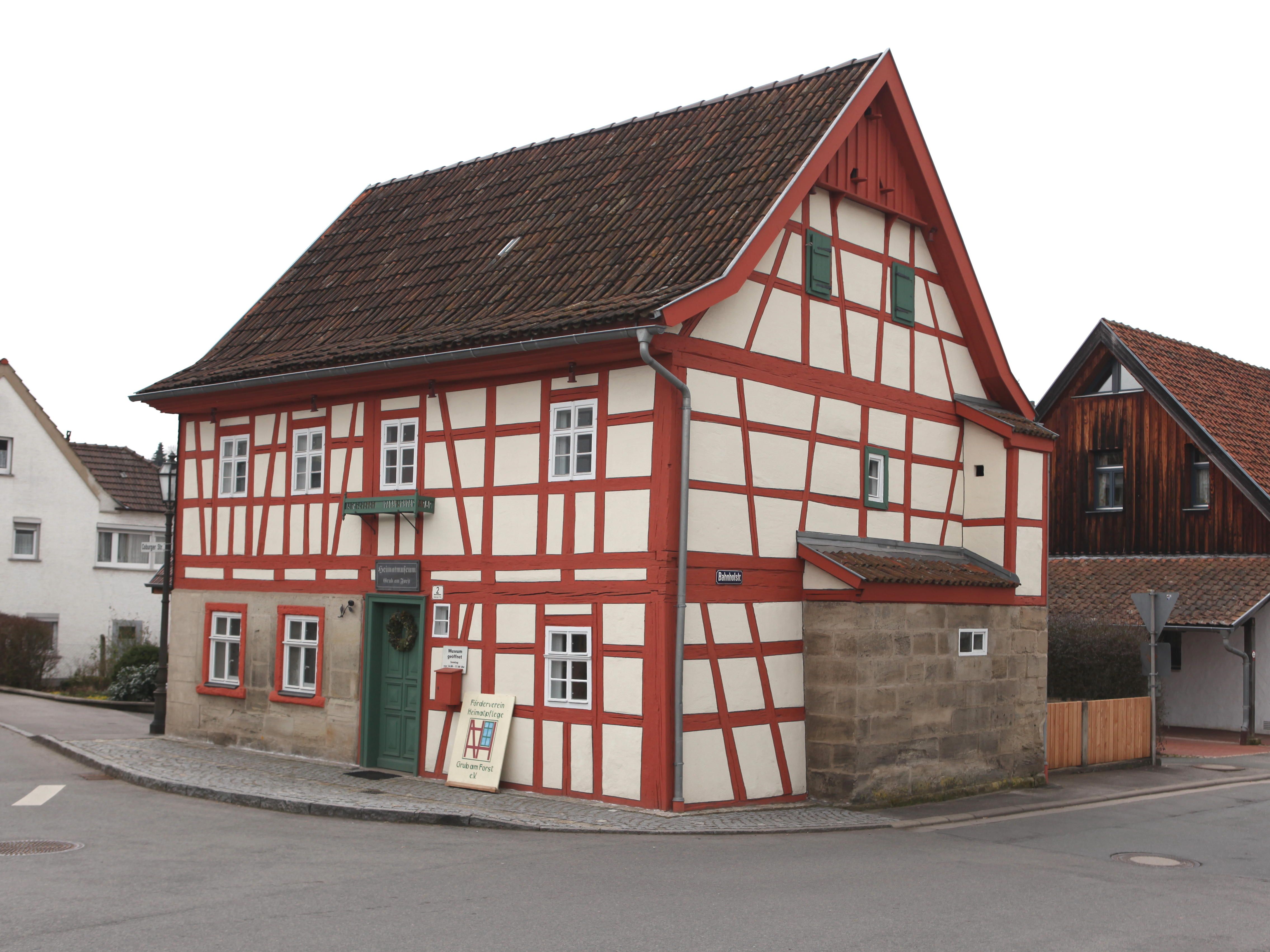
Reichenbach-Haus

Heimatmuseum im Reichenbach-Haus

### Musik
- Männergesangsverein Zeickhorn
- Sängerkranz Grub am Forst
- Sängerlust Rohrbach
- Musikverein Ebersdorf-Grub

### Baudenkmäler
- Reichenbach-Haus
- Pfarrkirche St. Ägidius
- Forsthaus Gleisenau im Gemeindeteil Forsthub

### Naturdenkmäler
- Augustafelsen
- Grüber Stein
- Auengrund

### Parks
- Freizeitgelände Auengrund

## Wirtschaft und Infrastruktur

### Wirtschaft einschließlich Land- und Forstwirtschaft
Es gab 2020 nach der amtlichen Statistik im produzierenden Gewerbe 459 und im Bereich Handel und Verkehr 125 sozialversicherungspflichtig Beschäftigte am Arbeitsort. Sozialversicherungspflichtig Beschäftigte am Wohnort gab es insgesamt 1293. Im verarbeitenden Gewerbe gab es vier, im Bauhauptgewerbe drei Betriebe. Zudem bestanden im Jahr 2016 acht landwirtschaftliche Betriebe mit einer landwirtschaftlich genutzten Fläche von 472 Hektar, davon waren 362 Hektar Ackerfläche.

### Verkehr
Grub am Forst liegt direkt an der Bundesstraße 303 mit einer Anschlussstelle zur A 73 zwischen Grub am Forst und Ebersdorf bei Coburg. Grub besitzt einen Haltepunkt an der Bahnstrecke Coburg – Lichtenfels.

### Öffentliche Einrichtungen
- Gemeindebücherei Grub am Forst
- Haus der Begegnung

### Bildung
- Grundschule Grub am Forst

## Persönlichkeiten

### Ehrenbürger
- Erich Kolb (Ernennung am 2. Dezember 2005)
- Günther Kolb (Ernennung am 17. Juli 2005)
- Walter Lehnert

### Ehrenmedaille der Gemeinde Grub am Forst
- Dieter Oetter (verliehen am 13. Februar 2006)
- Kurt Bernreuther (verliehen am 26. September 2007)
- Reinhold Schweidler (verliehen am 25. Januar 2010)